# マティルド・ダンボワーズ
マティルド・ダンボワーズ（フランス語：Mathilde d'Amboise, 1200年ごろ - 1256年5月12日）またはマオー・ダンボワーズ（Mahaut d'Amboise）は、シャルトル女伯（在位：1248年 - 1256年）。

## 生涯
シュルピス3世・ダンボワーズとブロワ伯ティボー5世の娘イザベルの間に生まれた。
マティルドはボーモン子爵リシャール2世と結婚したが、2人の間に子供は生まれなかったとみられる。リシャールは1242年9月17日に死去した。1232年、マティルドとリシャールはリュの修道女たちに土地を与えた。後にマティルドはジャン2世・ド・ネールと再婚したが、この結婚でも子供は生まれなかった。
マティルドの死後、シャルトル伯位は親族のブロワ伯ジャン1世・ド・シャティヨンが継承した。